# Moosenmättle
Das Moosenmättle ist ein vom Landratsamt Ortenaukreis am 10. August 1989 durch Verordnung ausgewiesenes Landschaftsschutzgebiet auf dem Gebiet der Stadt Wolfach.

## Lage
Das Landschaftsschutzgebiet Moosenmättle liegt östlich des Ortsteils Kirnbach an der Kreisgrenze zum Landkreis Rottweil.

## Landschaftscharakter
Das Schutzgebiet umfasst einen typischen Landschaftsausschnitt des Mittleren Schwarzwaldes mit großen Waldflächen, die durch Wiesen und Weidfelder mit einzelnen Weidbäumen unterbrochen werden. Im Schutzgebiet befinden sich auch einige ebenfalls schwarzwaldtypische Einzelgehöfte.

## Zusammenhängende Schutzgebiete
Das Landschaftsschutzgebiet überschneidet sich zum Teil mit dem FFH-Gebiet Mittlerer Schwarzwald bei Hornberg und Schramberg und liegt im Naturpark Schwarzwald Mitte/Nord.